# Cephaleta brunniventris
Cephaleta brunniventris är en stekelart som beskrevs av Victor Ivanovitsch Motschulsky 1859. Cephaleta brunniventris ingår i släktet Cephaleta och familjen puppglanssteklar. Inga underarter finns listade.